# فرنسيس كونروي سوليفان
فرنسيس كونروي سوليفان هو مهندس معماري كندي، ولد في 2 يوليو 1882 في كينغستون في كندا، وتوفي في 4 أبريل 1929 في سكوتسديل في الولايات المتحدة.